# 機動戦士ゼータガンダム1/2
『機動戦士ゼータガンダム1/2』（きどうせんしゼータガンダム ハーフ）は、長谷川裕一による日本の漫画作品。アニメ『機動戦士Ζガンダム』の世界観を基にした外伝作品である。『ガンダムエース増刊 Ζガンダムエース』（角川書店）のVol.001からVol.003まで連載された。全3話+番外編1話。

## 概要
アニメ『機動戦士Ζガンダム』の舞台であるグリプス戦役（宇宙世紀0087年）において、元ティターンズのモビルスーツ (MS) パイロット、エドガー・エドモンド・スミスの壮絶な戦いを描く。ただし、本作は宇宙世紀0137年に亡くなった女性作家シシリア・マディンの遺稿から宇宙世紀0138年に発見された、「エドガー・エドモンド・スミスの日記」に書かれていた内容という設定である。そして、記述内容を裏付ける証拠がまったく存在しないため、当時の宇宙世紀世界でも「事実である」「単なるフィクションである」と論争になっており、本作において登場したMSやパイロットは、本当に宇宙世紀世界に存在したかどうかは不明という扱いになっている。この設定は、後に長谷川が執筆する『機動戦士クロスボーン・ガンダム ゴースト』でも引き継がれており、宇宙世紀0153年時点では公式記録から抹消されたGPシリーズ同様に幻の機体、もしくは嘘という扱いがされている（ゼータガンダム1/2の信頼度は、GPシリーズよりはるかに低い）。
単行本には、長谷川の漫画『機動戦士クロスボーン・ガンダム』の登場キャラクターである、ウモン・サモンが主人公を務める書き下ろしの番外編「宇宙一の無責任ティターンズ〜ウモン・サモンの日記〜」が収録されている。
長谷川は劇場版『Ζガンダム』をダイジェストで漫画化してほしいと依頼されたが、『Ζガンダム』と自身の両方のファンが損をする作品になるだろうと断り、「じゃあ別作品を」ということで本作の連載につながった。

## 登場人物
エドガー・エドモンド・スミス
本作の主人公。ティターンズ所属。ジャブロー基地でAAA（スリーエー）の腕前を買われてガンダムMk-IIのテストパイロットとなるが、評価試験では長く相手役のカン・ウーに敗北し続けていた。実戦装備による宇宙での模擬戦において尊敬するカンを撃墜し、バスク・オムから両親への危害を加える圧力を受けたことから、のちにティターンズを辞めた。グリプス戦役時には、カラバ、エゥーゴに所属してハーフゼータのパイロットとして活躍した。なお、妊娠中の恋人がおり結婚を控えていたが、エリート軍人であるティターンズを辞めたため、相手の両親から反対されていた。また、常に身につけている恋人の写真入りのロケットペンダントをたびたび披露するが、恋人の容姿の幼さゆえか写真を見た者からはロリータ・コンプレックスの持ち主と思われていた。
カン・ウー
髭面のティターンズパイロット。ガンダムMk-IIの評価試験の相手役としてハーフガンダムを駆る。一年戦争でのコロニー落としで妻子を失って以降、戦争を憎むようになるが、その一方で軍人である自分には軍隊でなければ生きる術がない事も認めており、それならばと試験に勝ち続けることでティターンズの標榜機たるガンダムMk-IIの完成を遅らせ、戦争への気運を阻止していた。しかし、旧式のハーフガンダムを過酷な操縦で性能差を補っていたため、負担が大きく身体を蝕まれていた。実戦装備による宇宙での模擬戦でも強い意志を持って臨むが、結婚や子供誕生など将来のあるエドガーに配慮し、勝ちを譲って撃墜される。
アムロ・レイの影武者
カラバ所属のアムロ・レイの影武者。地球環境学を専攻する女性で本名は不明。戦局に影響を与える本物のアムロの居場所を撹乱し、ティターンズを牽制するため、自分を含めて3名の影武者がいたという。東南アジアでティターンズに捕縛されていたが、同じカラバのエドガーによって救出される。逃避行中に敵機のセンサーに泥を投げつけて視界を遮らせたり、敵が本物のアムロと思い込んでいることを利用して半裸になって隙を突かせたりと、奇策をエドガーに進言している。
ウォルナック
ティターンズのパイロット。強化人間と思われ、アモン・ドッグのコクピットに連結した特殊なゴーグルを着用していた。搭載されているサイコミュによる予測システムを「死者の魂との会話」と称しており、より多くのナビゲーションを増やすために殺戮を好んだ。月面宙域においてエドガーの所属する戦艦や部隊を壊滅させるが、システムに頼り過ぎたため、予測を超える攻撃には対応できず撃墜される。
シシリア・マディン
番外編に登場。両親から恋人との結婚を認められないまま妊娠し、出産した後は恋人を探すために子を連れて戦場に赴いた。童顔ゆえに少女と思われたが、実際には当時のウモンと同じ22歳。のちに詩人・作家となるが、恋人とは婚姻関係を結ばず、子も私生児として育てたらしい。その死後に発見された「エドガー・エドモンド・スミスの日記」は、私生児の父が本作の出来事を記した手記であるが、作家であるシシリアの創作とも考えられており、詳細は不明である。
同作者の漫画『機動戦士クロスボーン・ガンダム』の登場人物であるハリソン・マディンと同姓だが、シシリアとの関係は明示されていない。

## 登場兵器
本作オリジナル兵器の詳細は、各リンク先を参照。
- ハーフゼータ
- ハーフガンダム
- アモン・ドッグ

## 単行本
角川コミックスエースより。
- 2006年12月22日初版 ISBN 4-04-713889-4